# Anikó
Az  Anikó női név az Anna erdélyi magyar becenevéből ered, jelentése: kegyelem, könyörület, báj, kecsesség, kedvesség.

## Rokon nevek
Anna

## Gyakorisága
Az újszülötteknek adott nevek körében 1967-ben a 12., az 1980-as években a 19. legnépszerűbb név volt. Az 1990-es években még gyakori, de a 2000-es  években nem szerepel a 100 leggyakoribb női név között, ahogy a 2010-es években sem.
A teljes népesség körében a 2000-es években stabilan a 27., a 2010-es években a 24-26. helyen áll.

## Névnapok
július 26., december 22.

## Híres Anikók
Az Anikó nevet tartalmazó szócikkek a magyar Wikipédián

### Egyéb Anikók
- Arany János Toldi szerelme című művében Toldi György árván maradt lányát hívják Anikónak